# Rize of the Fenix
Rize of the Fenix ist das dritte Studioalbum der US-amerikanischen Rockband Tenacious D. Es erschien am 11. Mai 2012 bei Sony.

## Entstehung und Veröffentlichung
Nach der Veröffentlichung des Filmes Kings of Rock – Tenacious D kündigte Jack Black Ende 2006 eine Pause an. 2008 gab die Band bekannt ein neues Album für 2010 zu veröffentlichen, 2009 waren laut Aussage von Black „ein bis anderthalb Songs fertig“, so dass die Veröffentlichung verschoben wurde. Schlagzeuger Dave Grohl schrieb im August 2010 über den Twitter-Account der Foo Fighters, dass er an den Schlagzeugspuren mitgearbeitet habe. Ende 2010 bezeichnete die Band die Schreibarbeiten für das Album als „halb fertig“ und gab erste Veröffentlichungen für Ende 2011 bekannt. Im Mai 2011 gab Jack Black den Namen für das Album bekannt. Gitarrist John Konesky verkündete im November 2011, dass das Album im Frühling veröffentlicht werden würde.
Das erste Musikvideo zu To Be the Best wurde am 26. März 2012 veröffentlicht. In dem als Kurzfilm gestaltetes Video traten unter anderem Dave Grohl, Val Kilmer, Josh Groban, Jimmy Kimmel, Maria Menounos, Tim Robbins und Yoshiki Hayashi als Gaststars auf. Am 28. April 2012 wurde das Album auf dem SoundCloud-Account der Band vorveröffentlicht, das Album selbst erschien am 11. Mai 2012.

## Titelliste
1. Rize of the Fenix – 5:53
2. Low Hangin' Fruit – 2:31
3. Classical Teacher – 3:23
4. Señorita – 3:08
5. Deth Starr – 4:46
6. Roadie – 2:58
7. Flutes & Trombones – 1:28
8. The Ballad of Hollywood Jack and the Rage Kage – 5:05
9. Throw Down – 2:56
10. Rock Is Dead – 1:44
11. They Fucked Our Asses – 1:08
12. To Be the Best – 1:00
13. 39 – 5:16

## Beteiligte Musiker
- Jack Black: Gitarre, Gesang
- Kyle Gass: Gitarre, Gesang, Querflöte
- John Konesky: Gitarre
- John Spiker: Bass, Orgel, Perkussion, Klavier, Hintergrundgesang
- Dave Grohl: Schlagzeug
- Chris Bautista: Trompete
- Jon Brion: Bass, Mellotron, Synthesizer
- Andrew Gross: Streicher
- Mike Hoy: Posaune
- Page McConnell: Synthesizer
- Scott Seiver: Schlagzeug, Perkussion

## Rezeption

### Rezensionen
Von Kritikern wurde das Album überwiegend positiv bis gemischt besprochen. Metascore errechnet einen Durchschnitt von 64 % basierend auf 13 Kritiken vergibt damit das Prädikat "generally favorable" (dt. „grundsätzlich positiv“).
Eberhard Dobler von Laut.de gibt dem Album vier von fünf möglichen Sternen und meint, dass man Tenacious D einfach mögen muss und insbesondere der Gesang und die Gitarrenriffs sehr gut seien.
Allmusic vergibt ebenfalls vier von fünf Sternen. Kritiker Stephen Thomas Erlewine schreibt zum Album, dass Tenacious D ein gutes Comeback gelungen sei und die alten Techniken von Tenacious D immer noch funktionieren.
Plattentests.de gibt dem Album mit fünf von zehn Punkten nur eine durchschnittliche Wertung. Dennis Drogemüller ist der Meinung, dass die Witze, die den Comedy Rock ausmachen würden, nicht immer gut rüberkommen würden.
Mit zwei von fünf Sternen bewertet der Rolling Stone das Album eher negativ. Kritikerin Maura Johnston bezeichnet das Album als „eine Parodie von Tenacious D selber“, so dass das Album nicht immer authentisch sei.

### Preise
Rize of the Fenix wurde 2013 für den Grammy in der Kategorie für das beste Comedy-Album nominiert.

## Kommerzieller Erfolg

### Chartplatzierungen
Die besten Chartplatzierungen wurden in Großbritannien und Österreich erreicht, wo das Album auf den zweiten Platz kam. In der Schweiz sowie den Vereinigten Staaten erreichte das Album Platz vier, in Deutschland kam das Album bis auf Platz fünf. Weitere Platzierungen unter den ersten zehn wurden in Australien (Platz 6) und Kanada (Platz 7) erreicht. Weitere Platzierungen in den Charts wurden in Dänemark und Neuseeland (jeweils Platz 11), Schweden (Platz 15), den Niederlanden (Platz 16), Finnland (Platz 35) sowie Belgien (Flandern, Platz 68)erreicht.
| ChartsChartplatzierungen       | Höchstplatzierung | Wochen |
| ------------------------------ | ----------------- | ------ |
| Deutschland (GfK)              | 5 (15 Wo.)        | 15     |
| Österreich (Ö3)                | 2 (15 Wo.)        | 15     |
| Schweiz (IFPI)                 | 4 (11 Wo.)        | 11     |
| Vereinigte Staaten (Billboard) | 2 (5 Wo.)         | 5      |
| Vereinigtes Königreich (OCC)   | 4 (10 Wo.)        | 10     |

### Auszeichnungen für Musikverkäufe
| Land/Region                  | Auszeichnungen für Musikverkäufe (Land/Region, Auszeichnung, Verkäufe) | Verkäufe |
| ---------------------------- | ---------------------------------------------------------------------- | -------- |
| Vereinigtes Königreich (BPI) | Silber                                                                 | 60.000   |
| Insgesamt                    | × Silber ·                                                             | 60.000   |